# Dainik Bhaskar
Дайнік Бхашкар (гінді दैनिक भास्कर, Dainik Bhaskar) — одна з найбільших за тиражем індійських хінді-мовних щоденних газет, заснована у 1958 році у місті Бхопал. Зараз видається у 27 варіантах в 9 штатах Індії.